# Аделен
Аделен Расильо-Стин, известная просто как Аделен, (родилась 4 ноября 1996 года в Тёнсберге, Норвегия) — норвежская певица с испанскими корнями. Получила известность после участия в норвежском отборе на Евровидение — MGP 2013, где заняла второе место.

## Биография

### Ранняя жизнь
Аделен родилась в семье норвежца Тора Стина и испанки Марии Пилар Расильо, известной танцовщицы фламенко в Испании. Первое появление Аделен на сцене, произошло в 4 года в детском саду. После она ежегодно пела в школе на церемонии вручения дипломов. В 13 лет она участвовала в местном конкурсе талантов.

### Карьера
Дебютом Аделен на большой сцене, стало участие в норвежском отборе на Евровидение 2013 с песней "Bombo", где она заняла 2 место. После её выступления, сингл "Bombo" взлетел в чарте норвежского iTunes. В 2013 году она подписала контракт с Саймоном Фуллером, который поставил задачу, сделать Аделен известной во всём мире.. 21 июня 2013 года, был выпущен сингл "Baila Conmigo".

## Дискография

### Синглы
| Год  | Сингл               | Пиковая позиция | Пиковая позиция | Пиковая позиция | Пиковая позиция | Альбом                                                        | Сертификация   |
| Год  | Сингл               | NOR             | FIN             | POL             | SWE             | Альбом                                                        | Сертификация   |
| ---- | ------------------- | --------------- | --------------- | --------------- | --------------- | ------------------------------------------------------------- | -------------- |
| 2013 | "Bombo"             | 1               | 6               | 36              | 23              | TBA                                                           | - SWE: Золотой |
| 2013 | "Baila Conmigo"     | —               | —               | —               | —               | TBA                                                           |                |
| 2014 | "Always on My Mind" | —               | 50              | —               | —               | TBA                                                           |                |
| 2014 | "Olè"               | 3               | —               | 50              | —               | TBA                                                           |                |
| 2014 | "Olè" (Anthem Mix)  | 3               | —               | 50              | —               | One Love, One Rhythm – The 2014 FIFA World Cup Official Album |                |
| 2015 | "Spell On Me"       | —               | —               | —               | —               | TBA                                                           |                |
| 2016 | "Wild like me"      | —               | —               | —               | —               | TBA                                                           |                |
| 2017 | "Go Home"           | —               | —               | —               | —               | TBA                                                           |                |